# Henry Bessemer

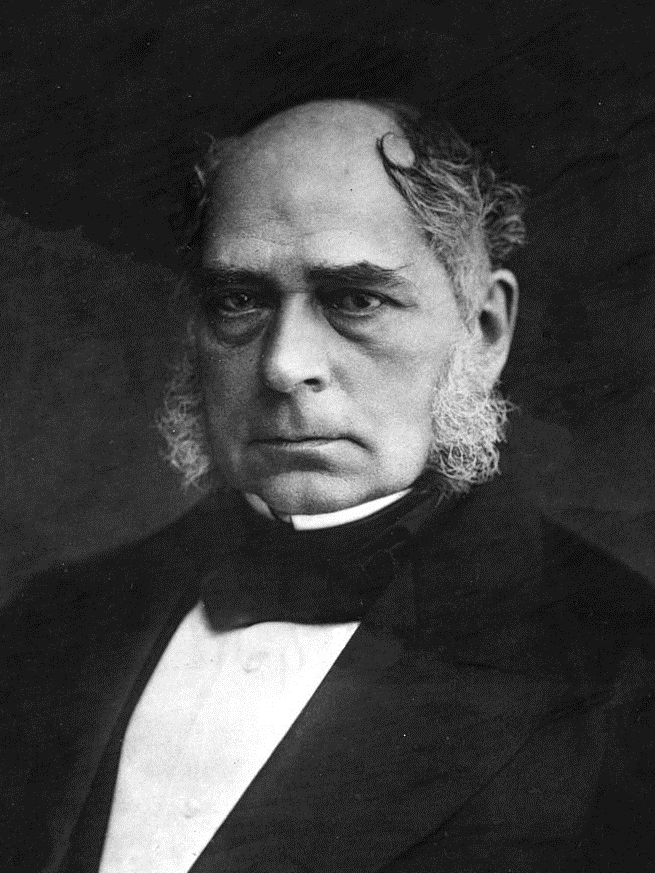
Henry Bessemer

Henry Bessemer (Henry Bét-xơ-me, hoặc Bét-xmơ theo tiếng Anh) sinh ngày 19 tháng 1 năm 1813, mất ngày 15 tháng 3 năm 1898,là một kĩ sư,nhà phát minh nổi tiếng người Anh, sinh ra tại Charlton (một quận ở Luân Đôn,thủ đô nước Anh).
Cả cuộc đời ông có hơn 100 phát minh, trong đó nổi bật nhất là phát minh ra phương pháp luyện thép mang tên ông-phương pháp Bessemer. Mặc dù phương pháp này không còn được dùng trong sản xuất thương mại, nhưng vào thời điểm được phát minh, nó là quan trọng đối với công nghiệp bởi vì nó làm hạ giá thành của thép, dẫn tới việc thép thay thế một cách rộng rãi cho các vật liệu khác, vốn thua kém nó về mọi mặt, ngoại trừ vấn đề giá cả. Sự quan tâm của Bassemer đối với các vấn đề trong sản xuất thép nhằm thực hiện các cải tiến trong việc chế tạo súng ống. Ông đã kết luận rằng muốn có các tiến bộ trong pháo binh thì vật liệu cần phải tốt hơn. Ông đã tạo ra một nhà xưởng sắt ở St Pancras và tiến hành một loạt các thí nghiệm. Ông đã tiến hành các thực nghiệm này trong 2 năm cho đến khi rút ra ý tưởng chủ đạo của phương pháp của ông là khử cacbon trong gang bằng cách thổi luồng không khí vào khối sắt trong khi nó ở dạng nóng chảy. Ấn phẩm đầu tiên về phương pháp này được công bố trong cuộc họp của Hội đồng Anh ở Cheltenham năm 1856, và thu hút nhiều sự chú ý. Nhiều nhà luyện kim vẫn còn nghi ngại về các nền tảng lý thuyết trong kết quả của ông, và chỉ thực sự bị thuyết phục khi nhìn thấy quá trình chuyển hóa gang thành những miếng sắt có thể dát mỏng trong dạng thể lỏng hoàn toàn.
Sau khi phát minh được công nhận, có 5 nhà đầu tư xin cấp giấy phép để sản xuất theo phương pháp của ông; nhưng sau khi nhiều nhà luyện kim áp dụng sản xuất thực tế thì không thành công. Tác giả của phát minh không bị thất vọng; ông vẫn tiếp tục các thực nghiệm, và trong 2 năm tiếp theo ông đưa ra sản phẩm, lần này thì chất lượng không kém như các phương pháp trước. Nhưng khi ông liên hệ đến các nhà sản xuất về sản phẩm đã được nâng cấp thì luôn bị từ chối. Cuối cùng ông tự sản xuất lấy thép của mình. Ông dựng lên xưởng thép ở Sheffield, trên nền đất mua bằng tiền mượn của bạn ông và bắt đầu sản xuất thép. Ban đầu, lợi nhuận khá nhỏ nhưng dần dần thì tầm vóc sản xuất mở rộng cho đến khi sự cạnh tranh bắt đầu hiệu quả. Các nhà kinh doanh thép nhận thức công ty của Bessemer bán rẻ hơn tới £20 trên một tấn thép. Bessemer đã thu lợi hàng triệu bảng Anh, từ tiền bản quyền công nghệ của ông.
Các sáng chế với giá trị tiền quản quyền lớn như thế không tránh được sự chỉ trích. Tuy nhiên Bessemer đã may mắn thoát khỏi các kiện tụng. Ông đã mua toàn bộ quyền của một người sáng chế và trong trường hợp khác, ông tránh được lo âu khi sáng chế này đã được chuyển giao từ năm 1859 mà không cần trả tiền. Trong giai đoạn đầu ông đã gặp nhiều khó khăn trong sản xuất thép theo công nghệ của mình, trong các giấy phép đầu tiên mà ông cấp để sản xuất thép theo phương pháp đó ông đã nói tới điều này. Các thử nghiệm ông đã làm với quặng sắt ở South Wales thất bại vì thép không thể cán mỏng. Goransson, một người sản xuất thép ở Thụy Điển, sử dụng gang và than củi của nước này, là người sản xuất thành công đầu tiên dùng phương pháp này, nhưng thành công chỉ có được sau nhiều thử nghiệm; kết quả của ông này đã gợi ý cho Bessemer trong việc thử dùng sắt nguyên chất hơn có được từ quặng hêmatit ở Cumberland, nhưng ngay với điều này ông cũng không thu được thành công đáng kể cho đến khi Robert Mushet chỉ ra rằng thêm một lượng đáng kể gang kính (gang chứa mangan) vào quy trình giúp tháo gỡ các khó khăn.
Các sáng chế của Mushet có đáng được duy trì hay không, giá trị của nó chỉ được thể hiện khi áp dụng cùng với phương pháp Bessemer. Ngoài ra, sự tiện lợi từ phát minh của Mushet không thực sự cần thiết; như Bessemer đã chứng thực 1865, bằng cách trưng bày một loạt các mẫu thép được chế tạo duy nhất chỉ nhờ phương pháp của ông.

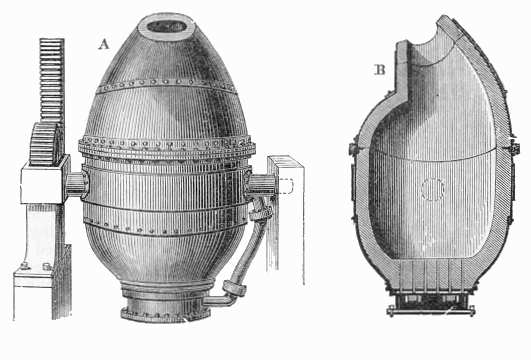
Lò chuyển đổi Bessemer dưới dạng giản đồ

Trong các phát minh của Bessemer thì không có phát minh nào có sự thành công bằng phương pháp sản xuất thép mang tên ông. Các phát minh khác là in tem, sơn vàng, máy ép đường và tàu thủy giúp hành khách không bị say sóng. Phát minh cuối cùng giúp thuyền bè có thêm cabin, luôn được giữ thăng bằng, dẫu cho sóng có to. Đó là nhờ cấu trúc thủy động học trong thiết kế của Bessemer luôn cố tạo ra lực phản lại các tác động làm mất căng bằng. Tàu mang tên Bessemer, được xây dựng trên dự án này năm 1875 và được đưa vào phục vụ vượt eo biển đến Calais, những hệ thống chống lắc của cabin tỏ ra không hiệu quả khi đưa vào thực tế và bị vĩnh viễn loại bỏ.
Sau khi phát minh về phương pháp sản xuất thép của ông được áp dụng rộng rãi, Bessemer không chỉ nhận tiền thưởng đến nhanh chóng, mà còn được Hội Khoa học Hoàng gia Anh công nhận là thành viên và ông còn được ban tặng tước hiệu hiệp sĩ (knight) năm 1879. Ông mất ở Denmark Hill, Luân Đôn.